# Brachymasicera subpolita
Brachymasicera subpolita är en tvåvingeart som beskrevs av Townsend 1912. Brachymasicera subpolita ingår i släktet Brachymasicera och familjen parasitflugor.
Artens utbredningsområde är Peru. Inga underarter finns listade.